# NGC 2023
NGC 2023 ist ein Reflexions- und Emissionsnebel im Sternbild Orion am Nordsternhimmel. Er ist etwa 1.500 Lichtjahre von der Sonne entfernt und hat eine Ausdehnung von 4 Lichtjahren. Das Objekt wurde am 6. Januar 1785 von Wilhelm Herschel entdeckt.
Von der Erde aus betrachtet ist er eine der hellsten Quellen angeregten molekularen Wasserstoffs; aufgrund seiner Größe und Nähe auch mit der scheinbar größten Ausdehnung. Der Nebel wird durch einen massereichen B-Stern (HD 37903), dem hellsten Mitglied eines jungen Sternhaufen zum Leuchten angeregt. Der Nebel selbst ist Teil der viel größeren Molekülwolke Barnard 33 bzw. Lynds 1630, die auch den in der Nähe liegenden Pferdekopfnebel bildet.